# Леннеп

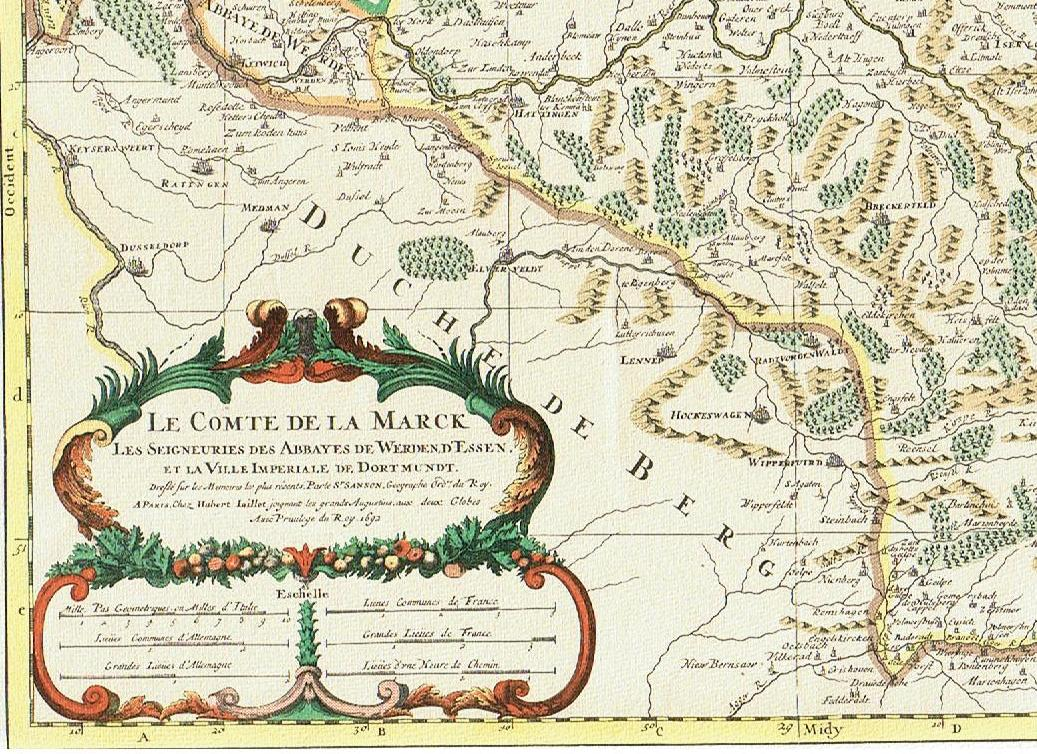
Розділ карти Le Comte de la Marck Sanson 1692

Леннеп (нім. Lennep) з 25,440 жителями (станом 2008 рік) є другим по величині міським округом Ремшайда. Як член Ганзи та прусського окружного міста, Леннеп довгий час був одним із найважливіших міст в Бергішес-Ланд. Леннеп все ще має старе місто, яке є одним з 35 вибраних історичних центрів міста в Північному Рейні-Вестфалії. 116 будинків у центрі міста, включаючи багато будівель бароко Бергіша, які були побудовані після міської пожежі 1746 року, внесені до списку історичних пам’яток.